# Jean-Paul Tony Helissey
Jean-Paul Tony Helissey (Pointe-à-Pitre, Guadalupe, 28 de marzo de 1990) es un deportista francés que compite en esgrima, especialista en la modalidad de florete.
Participó en los Juegos Olímpicos de Río de Janeiro 2016, obteniendo una medalla de plata en la prueba por equipos (junto con Jérémy Cadot, Erwann Le Péchoux y Enzo Lefort). En los Juegos Europeos de Bakú 2015 obtuvo una medalla de bronce en la prueba individual.

## Palmarés internacional
| Juegos Olímpicos | Juegos Olímpicos        | Juegos Olímpicos  | Juegos Olímpicos    |
| Año              | Lugar                   | Medalla           | Prueba              |
| ---------------- | ----------------------- | ----------------- | ------------------- |
| 2016             | Río de Janeiro (Brasil) | Medalla de plata  | Florete por equipos |
| Juegos Europeos  |                         |                   |                     |
| Año              | Lugar                   | Medalla           | Prueba              |
| 2015             | Bakú (Azerbaiyán)       | Medalla de bronce | Florete individual  |